# Неогублённый гласный среднего ряда верхнего подъёма
Неогублённый (неогу́бленный) гласный среднего ряда верхнего подъёма — гласный звук, употребляющийся в некоторых разговорных языках. В МФА этот звук передаётся при помощи знака ɨ, в X-SAMPA этот звук передаётся знаком 1 («единица»).

## Примеры
| Язык             | Язык              | Слово          | МФА                 | Значение          | Примечания |
| ---------------- | ----------------- | -------------- | ------------------- | ----------------- | --- |
| ачехский         | ачехский          | tupeue         | [tupɨə]             | 'знать, узнавать' | Ашик и Аль-Ахмади Аль-Харби описывают этот звук именно так, а Дьюри описывает его как [ɯ] |
| амхарский        | амхарский         | ሥር             | [sɨr]               | 'корень'          | Часто произносится как <ə> |
| ангор            | ангор             | hüfı           | [xɨβə]              | 'горячий'         | |
| английский       | английский        | roses          | [ˈɹoʊzɨz]           | 'розы'            | Редуцированный гласный звук в некоторых диалектах; соответствует безударному [ɪ] в других диалектах. Смотрите статью Английская фонология. |
| гуарани          | гуарани           | yvy            | [ɨʋɨ]               | 'земля'           | |
| ирландский       | ирландский        | saol           | [sɨɫ]               | 'жизнь'           | |
| каинганг         | каинганг          | fy             | [ɸɨ]                | 'семя'            | |
| арауканский      | арауканский       | trukür         | [tʴuˈkɨɹ]           | 'туман'           | |
| польский         | польский          | mysz           | МФА: [mɨʂ]о файле   | 'мышь'            | |
| португальский    | Европейский       | Espanha estepe | [ɨš'paɲɐ] [ɨš'tɛpɇ] | 'Испания' 'степь' | В безударных слогах. Согласно петербургским португалистам М. М. Мазняк и Е. С. Николаевой, в европейском варианте португальского языка редуцированный или придыхательный звук [ɨ] «встречается только в начале слова перед шипящим согласным, за которым следует другой согласный. В орфографии обозначается чаще всего [португальской графемой] е». Аллофон /ə/. |
| румынский        | румынский         | înot           | [ɨˈnot]             | 'я плаваю'        | |
| русский          | русский           | ты             | [tɨ]                | 'ты'              | Только после непалатализованных согласных. Смотрите статью Русская фонетика |
| сахаптин         | сахаптин          | [kʼsɨt]        | [kʼsɨt]             | 'холодный'        | Эпентеза; удлинённого эквивалента нет. |
| сирионо          | сирионо           | [eˈsɨ]         | [eˈsɨ]              | 'сухое дерево'    | |
| чувашский        | чувашский         | ыран           | [ɨ'ran]             | «завтра»          | |
| шведский         | шведский          | bi             | [bɨ:]               | 'пчела'           | В диалектах Нерке и Бохуслена, а также в социалектах Стокгольма и Гётеборга. |
| тупи             | тупи              | yby            | [ɨβɨ]               | 'земля'           | |
| выруский диалект | выруский диалект  | sysar          | [sɨsarʲ]            | 'сестра'          | |
| валлийский       | северные диалекты | llun           | [ɬɨːn]              | 'картина'         | |
| сапотекский      | тилькиапан        | nɨ             | [nɨ]                | 'быть кислым'     | |